# Léon Breuil
Léon Breuil ou Michel-Léon Breuil né à Flavigny vers 1826 et mort à Dijon le 22 février 1901 est un sculpteur et peintre français.

## Biographie
Léon Breuil est né vers 1826 à Flavigny (Côte-d'Or). Il étudie d'abord à l'École des beaux-arts de Dijon, puis est admis aux Beaux-Arts de Paris où il est élève de Jules Ramey et d'Auguste Dumont. Il expose aux Salons de 1859,1868 et 1873. Quelques-unes de ses œuvres sont conservées à Dijon, ville où il meurt le 22 février 1901.

## Œuvres

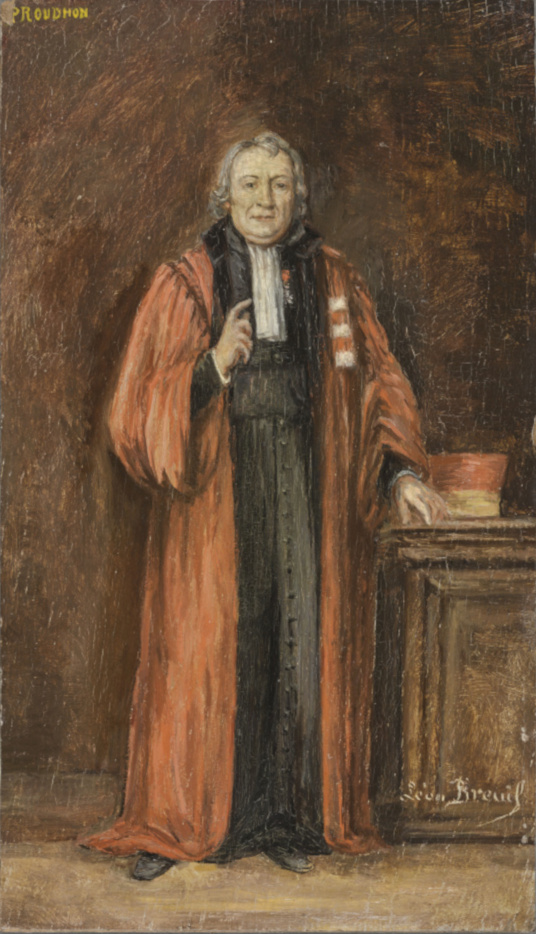
Portrait de Victor Proudhon, Dijon, musée Magnin.

- Vauban. Buste en plâtre. Exposition de Dijon, en 1858. H. 0 m 72, musée des Beaux-Arts de Dijon, acquis par la ville en 1859.
- Chateaubriand. Statuette en plâtre. Salon de 1859 (n° 3096).
- Portrait de Mme E. P... Buste en plâtre. Salon de 1868 (n° 3440).
- Le maréchal de Vauban. Médaillon en bronze. Salon de 1873 (n° 1547).
- Pierre-Louis-Philippe Dietsch (1808-1865), compositeur. Buste en bronze. H. 0 m 63. Signé. Ce buste, qui orne la façade de la maison natale du musicien, à Dijon au 52, rue Saint-Nicolas, a été inauguré le 30 avril 1882. Il fut exécuté au moyen d'une souscription à laquelle ont pris part les confrères et les élèves de Louis Dietsch.
- François Jouffroy (1806-1882), statuaire. Buste en bronze. H. 0 m 68 Signé. Orne la façade de la maison natale de Jouffroy, à Dijon aux 19 et 31, rue Monge, il a été inauguré le 5 décembre 1885.